# 1890
1890 (MDCCCXC) var ett normalår som började en onsdag i den gregorianska kalendern och ett normalår som började en måndag i den julianska kalendern.

## Händelser

### Januari
- 1 januari
  - Lantbruksstyrelsen i Sverige påbörjar sitt arbete.
  - I Michigan, USA fattar träångaren Mackinaw eld på Black River.[1]
- 2 januari – Alice Sanger blir första kvinnliga personal i Vita huset i USA.[2]
- 25 januari - Nellie Bly avslutar sin resa Jorden runt på 72 dagar, start 14 november 1889, efter Jules Vernes fiktiva resa i Jorden runt på 80 dagar

### Maj
- 1 maj – Sveriges första första majdemonstrationer hålls, då omkring 150 000 personer på 22 platser runt om i landet går i demonstrationståg.

### Juli
- 2 juli –  Brussels Conference Act of 1890 signeras.
- 3 juli – Idaho blir den 43:e delstaten att ingå i den amerikanska unionen.[3]

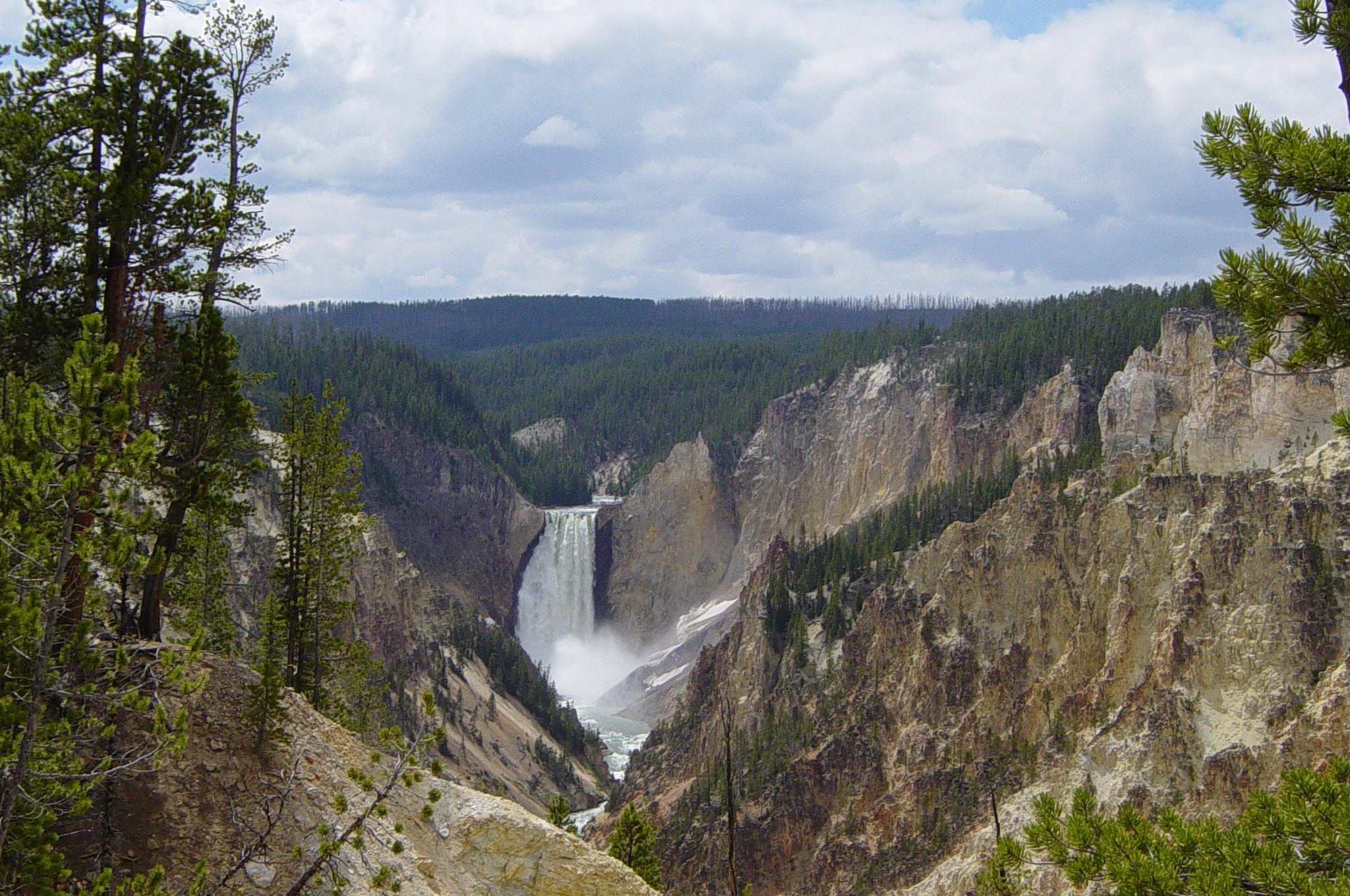
Wyoming.

- 10 juli – Wyoming blir den 44:e delstaten att ingå i den amerikanska unionen.[4]

### Augusti
- 7 augusti – Anna Månsdotter avrättas som sista kvinna i Sverige i Kristianstad som skyldig till Yngsjömordet. Skarprättare är Anders Gustaf Dahlman, Sveriges siste bödel.
- 22 augusti – Fregatten Baltimore påbörjar resan från New York till Stockholm med John Ericssons kvarlevor.

### September
- 12 september – Fregatten Baltimore anländer till Stockholm.
- 13 september – John Ericssons stoft förs från Stockholm till den sista viloplatsen på nya kyrkogården i Filipstad.
- 14 september – Sveriges första internationella fotbollsmatch avgörs i Halmstad, varvid Halmstads BollKlubb besegras av Köpenhamns Akademie Boldklub.
- 16 september – Den franske filmaren Louis Le Prince försvinner spårlöst på tåget mellan Dijon och Paris.

### Oktober
- 12 oktober – Två danska lag spelar en uppvisningsmatch i fotboll i Malmö. Detta är första gången fotboll spelas enligt moderna regler i Sverige.
- 21 oktober – Företaget Luossavara-Kirunavara Aktiebolag (LKAB) bildas i Sverige.[5]

### November
- 7 november – Genom Helgoland-Zanzibar-fördraget överförs Zanzibar, tyskt protektorat sedan 17 februari 1885, till brittisk förvaltning i utbyte mot att Storbritannien ger bort Helgoland till Tyskland.[6]
- 23 november – Personalunionen mellan Nederländerna och Luxemburg upphör.[7]

### December
- 3 december – Upsala Nya Tidning grundas i Sverige.[8]
- 15 december – Tyskland annekterar Helgoland.[9]
- 29 december – USA massakrerar indianer vid Wounded Knee, South Dakota, USA.

### Okänt datum
- USA skickar flottsoldater till Argentina för att skydda USA:s konsulat och legation i Buenos Aires.[10]
- Sven Hedin deltar i Oscar II:s beskickning till shahen av Persien som tolk och vicekonsul.
- Elektriska AB i Stockholm ombildas till ASEA.
- ASEA:s chefsingenjör Jonas Wenström får patent på trefassystemet för växelström.
- Ett samtrafiksavtal sluts mellan Telegrafverket och Stockholms Allmänna Telefonaktiebolag, så att de båda bolagen kan använda varandras telefonnät.
- Sabeln införs som vapen för svenska poliser.
- Expansion för nya svenska verkstadsenergin, "geniföretagen", råder runt denna tid [11].
- Vildrenen utrotas i Sverige.

## Födda

### Första kvartalet

#### Januari
- 3 januari – Ulla Bjerne, svensk författare. (död 1969)
- 4 januari – Weyler Hildebrand, svensk skådespelare, regissör och manusförfattare. (död 1944)
- 5 januari – Sarah Aaronsohn, brittisk spion. (död 1917)
- 6 januari – Tor Weijden, svensk skådespelare. (död 1931)
- 8 januari – Bennett Champ Clark, amerikansk demokratisk politiker, jurist och militär, senator 1933–1945. (död 1954)
- 9 januari
  - Karel Čapek, tjeckisk författare. (död 1938)
  - Kurt Tucholsky, tysk journalist och författare. (död 1935)
- 22 januari – Fred M. Vinson, amerikansk jurist, chefsdomare i USA:s högsta domstol. (död 1953)
- 29 januari – Josef Öberg, svensk målare och tecknare. (död 1967)

#### Februari
- 5 februari – Sture Baude, svensk skådespelare. (död 1946)
- 10 februari
  - Eduard Hladisch, österrikisk kompositör, musikarrangör, kapellmästare och musiker (violinist). (död 1968)
  - Boris Pasternak, rysk författare, nobelpristagare. (död 1960)
- 11 februari – James P. Cannon, amerikansk kommunist, trotskistisk ledare. (död 1974)
- 14 februari – John Gustavson, svensk lantbrukare och politiker (bondeförbundet). (död 1949)
- 15 februari – Robert Ley, tysk nazistisk politiker. (död 1945)

#### Mars
- 5 mars
  - John Aasen, amerikansk skådespelare. (död 1938)
  - Per Lindberg, svensk regissör, manusförfattare och producent. (död 1944)
- 6 mars – Albrecht von Bernstorff, tysk greve, diplomat och bankir. (död 1945)
- 8 mars – George M. Humphrey, amerikansk republikansk politiker, USA:s finansminister 1953–1957. (död 1970)
- 9 mars – Vjatjeslav Molotov, sovjetisk politiker, utrikesminister 1939–1949 och 1953–1956. (död 1986)
- 12 mars – Evert Taube, svensk författare, konstnär, trubadur och kompositör. (död 1976)
- 21 mars – C. Douglass Buck, amerikansk republikansk politiker, guvernör i Delaware 1929–1937, senator 1943–1949. (död 1965)
- 22 mars – Johannes Bachmann, tysk sjömilitär, amiral 1942. (död 1945)
- 28 mars – Paul Whiteman, amerikansk orkesterledare. (död 1967)

### Andra kvartalet

#### April
- 4 april – Johnny Björkman, svensk skådespelare, köpman, handelsresande, disponent. (död 1945)
- 6 april – Millard Tydings, amerikansk demokratisk politiker, senator 1927–1951. (död 1961)
- 13 april
  - Eric Abrahamsson, svensk skådespelare. (död 1942)
  - Frank Murphy, amerikansk politiker och domare i USA:s högsta domstol. (död 1949)
- 14 april – Friedrich Wilhelm Kritzinger, tysk nazistisk politiker. (död 1947)
- 17 april – Art Acord, amerikansk stumfilmsskådespelare. (död 1931)
- 18 april – Maria Pavlovna av Ryssland, storfurstinna av Ryssland. (död 1958)
- 22 april – Arthur Natorp, svensk regissör och skådespelare. (död 1943)
- 24 april – Guy Cordon, amerikansk republikansk politiker, senator 1944–1955. (död 1969)
- 27 april – Karl Asplund, svensk författare, skald och konsthistoriker. (död 1978)
- 30 april – Géza Lakatos, ungersk general och politiker. (död 1967)

#### Maj
- 10 maj – Alfred Jodl, tysk militär, generalöverste 1944. (död 1946)
- 13 maj – Wolter Gahn, svensk funktionalistisk arkitekt, känd för Kanslihuset. (död 1985)
- 19 maj – Ho Chi Minh, vietnamesisk kommunistledare, Nordvietnams president. (död 1969)

#### Juni
- 1 juni – Frank Morgan, amerikansk skådespelare. (död 1949)
- 18 juni
  - Stan Laurel, brittisk skådespelare. (död 1965)
  - Gideon Wahlberg, svensk författare, teaterledare, skådespelare och kompositör. (död 1948)
- 28 juni – William Blandy, amerikansk sjömilitär. (död 1954)

### Tredje kvartalet

#### Juli
- 2 juli – Rune Carlsten, svensk regissör, manusförfattare och skådespelare. (död 1970)
- 7 juli – Elsa Ebbesen, svensk skådespelare. (död 1977)
- 8 juli – Hanns Johst, tysk författare. (död 1978)
- 13 juli – Julius Rabe, svensk musikkritiker och radiochef. (död 1969)
- 17 juli – Hilma Granqvist, finländsk Palestinaforskare och sociolog. (död 1972)
- 19 juli – Georg II, kung av Grekland 1922–1924 och 1935–1947. (död 1947)
- 20 juli – Giorgio Morandi, italiensk målare. (död 1964)

#### Augusti
- 2 augusti – Per Lundgren, svensk fältläkare och politiker (högern). (död 1969)
- 4 augusti – Erich Weinert, tysk författare och politiker. (död 1953)
- 5 augusti – Erich Kleiber, österrikisk dirigent. (död 1956)
- 10 augusti – Gerda Boëthius, svensk författare i konstvetenskapliga ämnen. (död 1961)
- 11 augusti
  - Aaslaug Aasland, norsk politiker, socialminister 1948–1953. (död 1962)
  - Samuel W. Reynolds, amerikansk republikansk politiker, senator 1954. (död 1988)
- 15 augusti
  - Elizabeth Bolden, världens äldsta kvinna enligt Guinness rekordbok. (död 2006)
  - Jacques Ibert, fransk kompositör. (död 1962)
- 18 augusti – Walther Funk, tysk nazistisk politiker. (död 1960)
- 20 augusti – H.P. Lovecraft, amerikansk författare. (död 1937)
- 21 augusti – William Seymer, svensk kompositör och musikskriftställare. (död 1964)
- 24 augusti
  - Jean Rhys, brittisk författare. (död 1979)
  - Duke Kahanamoku, hawaiiansk-amerikansk simmare och surfare. (död 1968)
- 27 augusti – Man Ray, amerikansk dadaistisk fotograf och filmregissör. (död 1976)
- 28 augusti – Knut Pehrson, svensk skådespelare. (död 1944)

#### September
- 4 september – Naima Wifstrand, svensk operettsångerska, skådespelare, kompositör och regissör. (död 1968)
- 9 september – Harland D. Sanders, amerikansk entreprenör, grundare av Kentucky Fried Chicken (KFC). (död 1980)
- 10 september – Elsa Schiaparelli, italiensk modeskapare. (död 1973)
- 15 september – Agatha Christie, brittisk författare. (död 1976)
- 23 september
  - Friedrich Paulus, tysk militär, generalfältmarskalk 1943. (död 1957)
  - Axel Slangus, finländsk skådespelare, regissör och manusförfattare. (död 1965)
- 29 september – Alois Eliáš, tjeckoslovakisk general och politiker. (död 1941)

### Fjärde kvartalet

#### Oktober
- 1 oktober – Stanley Holloway, brittisk skådespelare. (död 1982)
- 2 oktober – Groucho Marx, amerikansk komiker, en av Bröderna Marx. (död 1977)
- 8 oktober – Karl Harrer, tysk journalist och politiker. (död 1926)
- 11 oktober – Sven Tropp, svensk balettmästare, koreograf och dansare. (död 1964)
- 12 oktober – Carl Hagman, svensk sångare och skådespelare. (död 1949)
- 14 oktober – Dwight D. Eisenhower, amerikansk militär och politiker, USA:s president 1953–1961. (död 1969)
- 15 oktober – Hugo Stenbeck, svensk affärsadvokat och finansman. (död 1977)
- 16 oktober
  - Michael Collins, irländsk militär och politisk ledare. (död 1922)
  - Maria Goretti, italiensk jungfrumartyr, helgon. (död 1902)
- 20 oktober – Frans Hansson i Hönö, svensk fiskare och politiker. (död 1965)
- 22 oktober – Eskil Sundahl, svensk arkitekt. (död 1974)
- 26 oktober – Linnéa Hillberg, svensk skådespelare. (död 1977)
- 29 oktober – Alfredo Ottaviani, italiensk kardinal. (död 1979)

#### November
- 2 november – Moa Martinson, svensk författare. (död 1964)
- 3 november – Octávio Pinto, brasiliansk arkitekt och kompositör. (död 1950)
- 4 november – Klabund, pseudonym för den tyske författaren Alfred Henschke. (död 1928)
- 8 november – Ester Lindin, svensk folkskollärare och författare. (död 1991)
- 10 november – Carl F.W. Borgward, tysk biltillverkare. (död 1963)
- 22 november – Charles de Gaulle, fransk general, ledare för de fria franska styrkorna 1940–1944, ordförande i Frankrikes provisoriska regering 1944–1946, Frankrikes president 1959–1969. (död 1970)
- 28 november – Knut G. Ewerlöf, svensk politiker (h), konsultativt statsråd 1941–1945. (död 1973)

#### December
- 1 december – Hartwig Fock, svensk skådespelare och teaterregissör. (död 1961)
- 5 december – Fritz Lang, österrikisk-amerikansk filmregissör. (död 1976)
- 6 december – Yoshio Nishina, japansk fysiker. (död 1951)
- 8 december – Hortensia Hedström, svensk operettsångerska och skådespelare. (död 1982)
- 10 december – László Bárdossy, ungersk diplomat och politiker, premiärminister 1941–1942. (död 1946)
- 12 december – Kazimierz Ajdukiewicz, polsk filosof. (död 1963)
- 14 december – Edward McKnight Kauffer, amerikansk grafiker och formgivare. (död 1954)
- 17 december – Gösta Bohm, svensk målare. (död 1981)
- 25 december – Hugo Bolander, svensk filmproducent, regissör, skådespelare och manusförfattare. (död 1976)
- 28 december – Gösta Ekman den äldre, svensk skådespelare. (död 1938)
- 31 december – Arvid Hellberg, svensk försäkringsdirektör och politiker. (död 1953)

## Avlidna

### Första kvartalet

#### Januari
- 11 januari – Rosina Lavonius, 68, finländsk brevskrivare.
- 14 januari
  - Gustave-Adolphe Hirn, 74, fransk fysiker.
  - Sir Robert Cornelis Napier, 79, brittisk fältmarskalk.
- 17 januari – Władysław Taczanowski, 70, polsk zoolog.
- 18 januari – Amadeus I av Spanien, 44, kung av Spanien 1870–1873.
- 21 januari – Lars Forssman, 47, svensk ämbetsman och riksdagsman.

#### Februari
- 8 februari – Giuseppe Pecci, 82, italiensk kardinal, jesuit och thomistisk teolog.
- 17 februari – Christopher Sholes, 71, amerikansk uppfinnare.

#### Mars
- 7 mars – Johannes Brun, 57, norsk skådespelare.
- 13 mars – Afrikan Spir, 52, rysk filosof.
- 19 mars – John S. Hager, 72, amerikansk demokratisk politiker, senator 1873–1875.
- 30 mars – Wilhelm von Nottbeck, 74, finländsk företagsledare.

### Andra kvartalet

#### April
- 10 april – Aurelio Saffi, 70, italiensk politiker.
- 19 april – James Pollock, 79, amerikansk statstjänsteman och politiker, guvernör i Pennsylvania 1855–1858.
- 30 april – Marcus Thrane, 72, norsk opinionsbildare.

#### Maj
- 3 maj – James B. Beck, 68, skotsk-amerikansk politiker.
- 25 maj – Frans Hodell, 49, svensk författare, skådespelare och journalist.
- 27 maj – Kobayashi Eitaku, japansk konstnär, målare.
- 29 maj – Victor Rolla, 19, rysk ballongfarare.

#### Juni
- 23 juni – George W. McCrary, 54, amerikansk republikansk politiker och jurist.
- 24 juni – Johan Teodor Nordling, 64, svensk orientalist, professor i semitiska språk vid Uppsala universitet.

### Tredje kvartalet

#### Juli
- 1 juli – Robert Sjöblom, svensk balettmästare.
- 6 juli – Edwin Chadwick, 90, brittisk socialpolitiker.
- 7 juli
  - Victor Kullberg, 65, svensk urmakare.
  - Henri Nestlé, 75, tysk-schweizisk entreprenör.
- 11 juli – Carl Steffeck, 72, tysk konstnär.
- 13 juli – John C. Frémont, 77, amerikansk general, upptäcktsresande och politiker.
- 15 juli – Gottfried Keller, 70, schweizisk författare.
- 18 juli – Lydia Becker, 63, den brittiska kvinnorörelsens grundare.
- 29 juli – Vincent van Gogh, 37, nederländsk konstnär.

#### Augusti
- 7 augusti – Anna Månsdotter, 48, yngsjömörderskan (avrättad).
- 11 augusti – John Henry Newman, 89, brittisk kardinal.
- 30 augusti – Marianne North, 59, brittisk konstnär.

#### September
- 8 september – Isaac P. Christiancy, 78, amerikansk diplomat, politiker och jurist, senator 1875–1879.
- 29 september – Alphonse Karr, 81, fransk författare.

### Fjärde kvartalet

#### Oktober
- 2 oktober – Philip Francis Thomas, 80, amerikansk demokratisk politiker, USA:s finansminister 1860–1861.
- 14 oktober – Emil Stjernvall-Walleen, 83, finländsk statsman.
- 19 oktober – Émile Léonard Mathieu, 55, fransk matematiker.
- 26 oktober – Carlo Collodi, 63, italiensk journalist, författare och sagoberättare.

#### November
- 19 november – Carl Gustaf Hellqvist, 38, svensk konstnär.
- 22 november – William Fletcher Sapp, 66, amerikansk republikansk politiker, kongressledamot 1877–1881.
- 23 november – Vilhelm III av Nederländerna, 73, kung av Nederländerna och storhertig av Luxemburg 1849–1890.

#### December
- 15 december – Sitting Bull, siouxledare (mördad).
- 19 december – Eugène Lami, 90, fransk målare och litograf.
- 21 december
  - Niels W. Gade, 73, dansk kompositör.
  - Johanne Luise Heiberg, 78, dansk skådespelare.
- 26 december – Heinrich Schliemann, 68, tysk arkeolog.
- 27 december – Anders Jönsson, 74, svensk direktör och riksdagsman.
- 29 december – Spotted Elk, amerikansk siouxindianhövding.

### Fotnoter
1. ↑  ”Full List of Thunder Bay Region Shipwrecks (by name)”. MSU Sea Grant Extension, Northeast District, Michigan State University. 2000. Arkiverad från MSUE-TB-wrecks originalet den 15 oktober 2009. http://arquivo.pt/wayback/20091015061300/http://web1.msue.msu.edu/iosco/tbfulllist.htm.
2. ↑  ”This Day in History: 1890”. History.com. A&E Television Networks. Arkiverad från originalet den 9 februari 2010. https://web.archive.org/web/20100209191324/http://www.history.com/this-day-in-history.do?action=Article&id=95. Läst 27 oktober 2009.
3. ↑  ”World Statesmen (läst 3 april 2011)”. http://www.worldstatesmen.org/US_states_V-W.html#Idaho.
4. ↑  ”World Statesmen (läst 3 april 2011)”. http://www.worldstatesmen.org/US_states_V-W.html#Wyoming.
5. ↑  ”Statsbanan Luleå – Riksgränsen”. http://www.historiskt.nu/normalsp/staten/malmbanan/staten/statsb_ll_riksgr.html.
6. ↑  ”World Statesmen”. http://www.worldstatesmen.org/Tanzania.html#Zanzibar.
7. ↑  ”World Statesmen”. http://www.worldstatesmen.org/Luxembourg.htm.
8. ↑  ”Upsala Nya Tidning 1 februari 2005 – En tidning byter form”. http://www.unt.se/startsidan/en-tidning-byter-form-658223.aspx.
9. ↑  ”World Statesmen (läst 3 april 2011)”. http://www.worldstatesmen.org/Germany.html#Heligoland.
10. ↑  ”USA:s militära insatser i utlandet 1798-2004”. Arkiverad från originalet den 12 oktober 2011. https://www.webcitation.org/62NCLaa95?url=http://www.history.navy.mil/library/online/forces.htm.
11. ↑  Sverige 1900-talet – I industrialismens era, NE, Bra Böcker, 2000